# Ptilocichla falcata
Ptilocichla falcata là một loài chim trong họ Pellorneidae.